# Judgment (videogioco)
Judgment (JUDGE EYES：死神の遺言?, Jajji Aizu: Shinigami no Yuigon) è un videogioco del 2018, spin-off della serie Yakuza, sviluppato dallo studio giapponese Ryū ga Gotoku e pubblicato da SEGA per PlayStation 4. È stato pubblicato in Giappone il 13 dicembre 2018, mentre nel resto del mondo è uscito il 25 giugno 2019.
Il gioco vanta la comparsa di Takuya Kimura come protagonista, ed è tradotto nei testi sia in lingua inglese che in lingua italiana, mentre il parlato è sia in giapponese che in inglese.
Il 23 aprile 2021 è uscita una versione rimasterizzata per PlayStation 5, Xbox Series X/S e Google Stadia. Un porting per Microsoft Windows è stato pubblicato il 14 settembre 2022 su Steam.

## Trama
Judgment ha come protagonista Takayuki Yagami, un ex avvocato che diviene un investigatore privato dopo aver fatto assolvere un presunto assassino poi recidivo. Nel 2018 il quartiere di Kamurocho è scioccato da una serie di omicidi: tre membri yakuza del clan Kyorei, nella regione giapponese del Kansai, sono stati assassinati nell'arco di pochi mesi. Tali eventi spingono Yagami a scavare in profondità per risolvere il caso della "Talpa", che apparentemente è legato al suo passato.

## Personaggi
- Takayuki Yagami (八神 隆之?, Yagami Takayuki) è il protagonista giocabile di Judgment. Yagami era un avvocato dello studio Genda fino a quando un suo assistito da lui assolto per omicidio torna a reiterare il reato uccidendo una ragazza, provocandogli così forti sensi di colpa. Questo evento lo costringe a dimettersi dal suo lavoro presso l'ufficio legale di Genda per il quale lavorava, e per vivere ora diventa un investigatore privato;
- Masaharu Kaito (海藤 正治?, Kaitō Masaharu) è il personaggio principale di Judgment. È il migliore amico e partner di Takayuki Yagami presso l'agenzia investigativa Yagami. Kaito è un ex yakuza espulso dalla famiglia Matsugane, una piccola organizzazione mafiosa affiliata al clan Tojo;
- Fumiya Sugiura (杉浦 文也?, Sugiura Fumiya), noto anche come Fumiya Terasawa (寺澤 文也?, Terasawa Fumiya), è un ladro che in stile Robin Hood ruba solo ai ricchi ed è dotato di un forte senso morale di giustizia sociale. In seguito si unisce al gruppo di Takayuki Yagami come personaggio principale della trama;
- Toru Higashi (東 徹?, Higashi Tōru) è uno dei principali alleati di Takayuki Yagami , anche se tale rapporto lo dimostra con estrema riluttanza. È un membro di spicco della famiglia Matsugane e gestisce il Charles, una saletta gioco. È un ex "aniki" (fratello) di Masaharu Kaito ai tempi del clan.
- Kazuya Ayabe (綾部 和也?, Ayabe Kazuya) è un detective di polizia corrotto in Judgment dell'Unità per il crimine organizzato della polizia locale di Kamurocho. Anche se è considerato da tutti, colleghi e non, come un "poliziotto sporco" trattenendo le informazioni sulle indagini a proprio vantaggio e per conto di chi lo paga bene. Assiste Yagami con informazioni relative all'assassino chiamato "la Talpa";
- Kyohei Hamura (羽村 京平?, Hamura Kyōhei) è il principale antagonista in Judgment. È il capitano del clan Matsugane, affiliato al Tojo Clan, e in costante lotta e avversione verso Takayuki Yagami e le sue indagini.

## Modalità di gioco
In Judgment il protagonista Takayuki Yagami possiede due stili di combattimento, intercambiabili in tempo reale: lo stile della Gru (caratterizzato da un'aura blu intorno al personaggio) gli permette una maggiore agilità ma una minore potenza offensiva, ed è pensato per i combattimenti con più nemici, mentre quello della Tigre (rappresentato invece da un'aura rossa) è invece pensato per affrontare un solo nemico, focalizzandosi sulla potenza d'attacco. In entrambi gli stili, Yagami può comunque saltare sui muri per eseguire attacchi e tecniche in un modo simile al parkour.
Il protagonista è dotato di uno smartphone, che funge da menù dove poter accedere a progressi di gioco, abilità, messaggi SMS e ad una mappa interattiva. La barra della salute è cambiata rispetto ai titoli originali della serie Yakuza, in quanto Yagami ora può subire danni permanenti con determinati attacchi dei suoi nemici, detti "ferite mortali", che vanno curate con kit di pronto soccorso o facendosi visitare da un medico. Il protagonista potrà anche poter "miscelare" degli estratti con vari materiali raccolti durante l'esplorazione della mappa, ottenendo dei potenziamenti per pochi secondi durante i combattimenti. Yagami ha anche la possibilità di scassinare delle serrature.
I minigiochi disponibili sono il blackjack, il poker, lo shogi, il mahjong, le freccette e gli UFO Catcher. All'interno dei Club Sega sarà possibile giocare alla versione completa di Virtua Fighter 5: Final Showdown (compresa la modalità multigiocatore, per un massimo di 2 giocatori) e ad una vasta gamma di videogiochi retrò come Puyo Puyo (sostituito nella versione Remastered da Virtua Fighter 2), Space Harrier, Out Run, Super Hang-On e Fantasy Zone. È presente il "Dice and Cube", una sala gioco in realtà virtuale, dove Yagami potrà utilizzare degli occhiali con realtà aumentata per giocare in prima persona in un gioco dell'oca in 3D. È possibile giocare anche a una parodia della serie The House of the Dead, chiamata "Kamuro of the Dead".
È possibile far volare un drone per la mappa di gioco tramite l'app dello smartphone in dotazione, potendo anche scattare delle foto; può essere potenziato, e sono disponibile anche delle gare di abilità e velocità tra droni.
Il protagonista ha a disposizione dei "casi secondari", ovvero delle sottotrame per guadagnare denaro e qualche volta appuntamenti con delle ragazze, o fare semplicemente nuove amicizie; queste hanno come risultato vari sconti in fast food e ristoranti, aiuti concreti durante le battaglie in strada e bonus nelle abilità.

## Doppiaggio
Di seguito sono riportati i doppiatori che hanno prestato la voce ai principali personaggi del videogioco:
| Personaggio        | Doppiatore giapponese | Doppiatore inglese |
| ------------------ | --------------------- | ------------------ |
| Takayuki Yagami    | Takuya Kimura         | Greg Chun          |
| Mitsuru Kuroiwa    | Shôsuke Tanihara      | Matthew Mercer     |
| Masahiro Kaito     | Shinshû Fuji          | Crispin Freeman    |
| Kyohei Hamura      | Pierre Taki           | Fred Tatasciore    |
| Ryuzo Genda        | Akira Nakao           | Brian McNamara     |
| Kazuya Ayabe       | Ken'ichi Takitô       | Matthew Yang King  |
| Masamichi Shintani | Takuya Kirimoto       | Keythe Farley      |
| Saori Shirosaki    | Yûko Kaida            | Aimée Castle       |
| Mafuyu Fujii       | Risa Shimizu          | Cherami Leigh      |
| Mitsugu Matsugane  |                       | JB Blanc           |
| Toru Higashi       |                       | Steve Blum         |
| Issei Hoshino      |                       | Joe Zieja          |
| Keigo Izumida      | Yoshihisa Kawahara    | Ray Chase          |
| Kengo              | Shôhei Kajikawa       |                    |
| Ozaki              | Mitsuaki Kanuka       | JB Blanc           |
| Akira Murase       | Shinya Honda          |                    |
| Satoshi Shioya     | Masaki Terasoma       | Keith Silverstein  |
| Tsukino Saotome    |                       | Julie Nathanson    |
| Kunihiko Morita    |                       | Jamieson Price     |